# Investitionsbank des Landes Brandenburg
Die Investitionsbank des Landes Brandenburg (kurz ILB) ist das zentrale Förderinstitut des Landes Brandenburg. Im Auftrag des Landes Brandenburg fördert und finanziert sie öffentliche und private Investitionsvorhaben in den Förderbereichen Wirtschaft, Infrastruktur, Wohnungsbau und Arbeit.

## Ziele und Aufgaben
Die Bank bearbeitet die Förderprogramme des Landes Brandenburg in den Bereichen Wirtschaft, Infrastruktur, Arbeit und Wohnungsbau im Rahmen von Geschäftsbesorgungsverträgen. Mit der Geschäftsbesorgung ist ein breites Spektrum von Aufgaben verbunden, wie zum Beispiel Beratung und Antragsbearbeitung von Kunden, Erarbeitung von Entscheidungsvorlagen für Förderausschüsse, Bewilligung und Auszahlung von Fördermitteln, umfassende Dokumentations- und Berichtspflichten, Verwendungsnachweisprüfung oder Weiterentwicklung von Richtlinien.
Die ILB betreibt alle Geschäfte, die unmittelbar und mittelbar der Umsetzung des gesetzlichen Förderauftrages dienen. Aus Mitteln des Landes, des Bundes, der EU und aus Eigenmitteln bietet die ILB zinsgünstige Darlehen, Zinszuschüsse, Haftungsfreistellungen, Bürgschaften sowie die Bereitstellung von Eigenkapital (Beteiligungskapital).
In dem Bereich Wirtschaft unterstützt die ILB gewerbliche Unternehmen und Existenzgründer sowie Agrar- und Medienunternehmen. In dem Bereich Infrastruktur finanziert sie Infrastrukturprojekte von Kommunen, kommunalen Zweckverbänden, kommunalen Unternehmen sowie von sozialen, wissenschaftlichen, schulischen und kulturellen Einrichtungen. In dem Bereich Arbeit fördert sie die Qualifizierung und Weiterbildung der Arbeitskräfte in Brandenburg. In dem Bereich Wohnungsbau fördert die ILB Vorhaben der kommunalen, genossenschaftlichen und privaten Wohnungswirtschaft sowie von Wohneigentum.
Zentrale Bedeutung hat die Refinanzierung durch die Europäische Investitionsbank, die Council of Europe Development Bank sowie über die KfW Bankengruppe und die Landwirtschaftliche Rentenbank.

## Standort

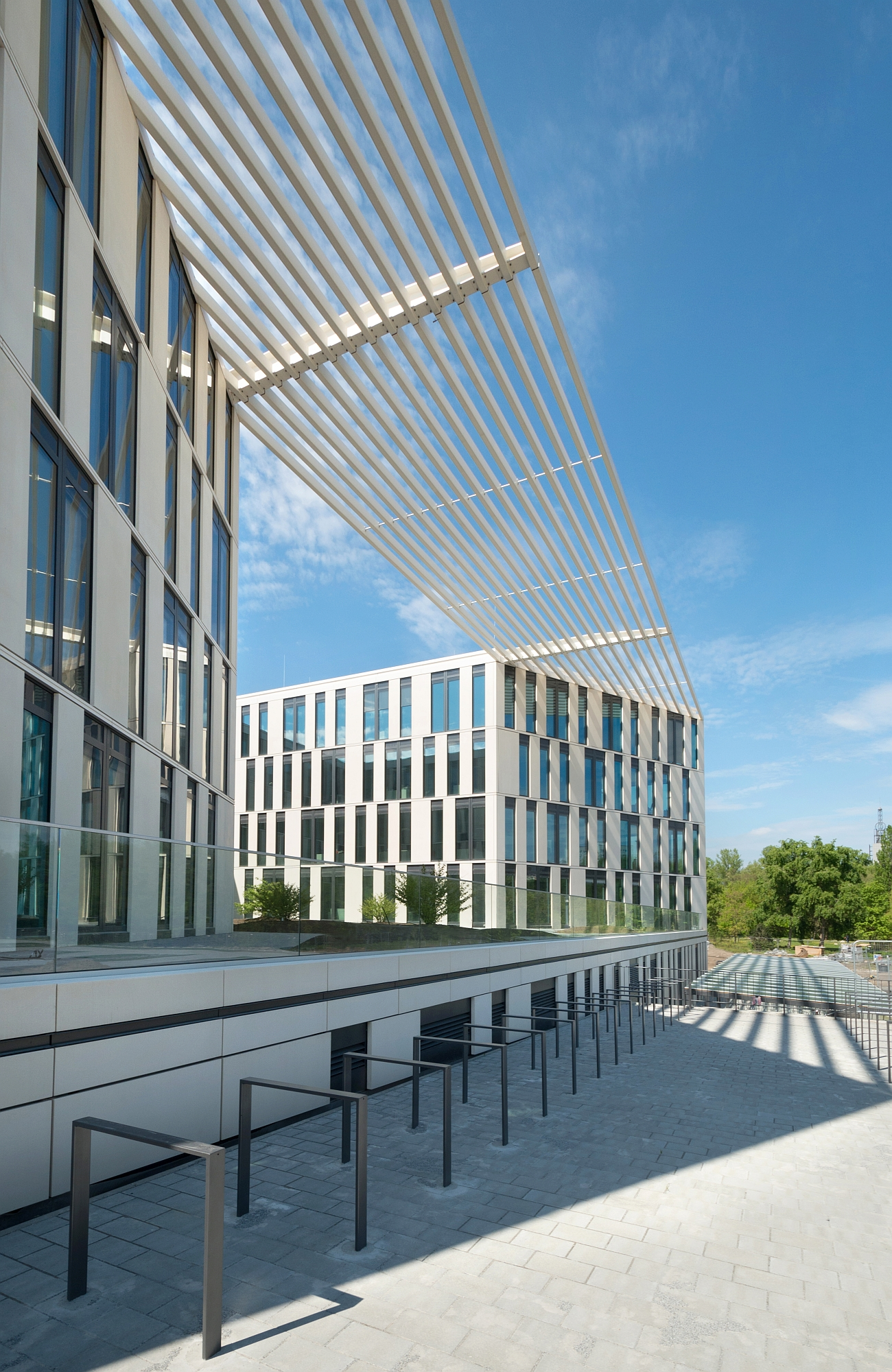
Neubau der Investitionsbank des Landes Brandenburg vis-a-vis dem Potsdamer Hauptbahnhof, 2017

Die Investitionsbank ist nach 25 Jahren am Standort in der Steinstraße zum 2. Mai 2017 in ein neues Gebäude in der Babelsberger Straße 21 in Potsdam umgezogen.
Derzeit erweitert die ILB ihre räumlichen Kapazitäten mit einem neuen Bürogebäude im HAVEL QUARTIER Potsdam in Potsdams Leipziger Straße. Die Hälfte der rund 4.000 Quadratmeter Bürofläche wird an innovativen Unternehmen, Startups und neu gegründeten Firmen vermietet.

## Beteiligungen
Anteilseigner der ILB sind das Land Brandenburg und die NRW.BANK zu je 50 Prozent. Den Auftrag als Förderbank nimmt die ILB auch durch die Beteiligung an Unternehmen und die Gründung von Tochtergesellschaften wahr. Ziel ist die Verbesserung der Eigenkapitalausstattung von Unternehmen im Land Brandenburg. Darüber hinaus strukturiert und finanziert die Bank einzelne wichtige Vorhaben für das Land Brandenburg.
Mit Kapitalbeteiligungsgesellschaften unterstützt die ILB das Ziel, die Eigenkapitalausstattung von Unternehmen und Existenzgründern zu verbessern. Hierzu gehören die
- Brandenburg Kapital GmbH (100 %) (seit 23. September 2015)[7] (ehemals: BFB Wachstumsfonds Brandenburg GmbH)
- BFB Frühphasenfonds Brandenburg GmbH (100 %)
- KBB Kapitalbeteiligungsgesellschaft mbH (100 %)
- ILB Beteiligungsgesellschaft mbH (100 %).

Mit Objektgesellschaften fördert die ILB die Entwicklung von ausgewählten Immobilienprojekten und Standorten im Land Brandenburg. Hierzu gehören die
- ILB Immobilien GmbH (100 %) (ehemals: Grundstücksgesellschaft „Tiefer See“ mbH (100 %)) und
- Tourismusforum Potsdam GmbH (100 %)
- Medienboard Berlin-Brandenburg GmbH (50 %) und die
- DigitalAgentur Brandenburg GmbH (100 %) seit 2018

## Partnerschaften
Die ILB berät und betreut Investoren, Unternehmer und Existenzgründer. Mit den Kammern und Verbänden im Land Brandenburg ist sie eng vernetzt. In einigen Förderbereichen (z. B. Innovationsförderung) arbeitet die ILB mit der Wirtschaftsförderung Land Brandenburg GmbH (kurz WFBB) als One-Stop-Agency in Beratung und Betreuung zusammen. Die ILB arbeitet mit den Sparkassen (Durchleitungsgeschäft) sowie den genossenschaftlichen und privaten Banken zusammen. Hierbei achtet sie auf die Wahrung strikter Wettbewerbsneutralität. Die Bank ist Partner der Förderinstitute des Bundes und der Europäischen Union.

## Zahlen und Fakten
- Zum 1. Mai 2024 übernimmt Ulrich Scheppan den Vorstandsvorsitz der Investitionsbank des Landes Brandenburg (ILB) von Tillmann Stenger, der 2024 in den Ruhestand eintritt.
- Im Jahr 2022 hat die ILB 89 Projekte durch Spenden und Sponsorings in Höhe von insgesamt 337.921,20 Euro unterstützt.[9]
- Die Baukosten für den Neubau in der Babelsberger Straße 21 lagen bei 94 Mio. Euro.[10][11]
- Die Landesagentur für Struktur und Arbeit Brandenburg GmbH (LASA) beendete zum 1. Juli 2016 ihre aktive Tätigkeit und wurde in die Investitionsbank des Landes Brandenburg (ILB) integriert.[12]
- Die Bank ist im ILB-Gesetz vom Land Brandenburg mit Anstaltslast und Gewährträgerhaftung sowie einer Haftungsgarantie ausgestattet.
- Das Stammkapital beträgt 110,0 Millionen Euro.
- Organe der ILB sind die Hauptversammlung, der Verwaltungsrat und der Vorstand.
- Als Bank unterliegt die ILB der Aufsicht der Bundesanstalt für Finanzdienstleistungsaufsicht (BaFin) sowie den Vorschriften des Kreditwesen-Gesetzes (KWG). Die Rechtsaufsicht führt das Ministerium der Finanzen.